# Molly Carlson
Molly Carlson (Fort Frances, 23 de septiembre de 1998) es una deportista canadiense que compite en saltos de gran altura. Ganó dos medallas de plata en el Campeonato Mundial de Natación, en los años 2023 y 2024.

## Palmarés internacional
| Campeonato Mundial | Campeonato Mundial | Campeonato Mundial | Campeonato Mundial |
| Año                | Lugar              | Medalla            | Prueba             |
| ------------------ | ------------------ | ------------------ | ------------------ |
| 2023               | Fukuoka (Japón)    | Medalla de plata   | 20 m               |
| 2024               | Doha (Catar)       | Medalla de plata   | 20 m               |